# Apiogaster kaszabi
Apiogaster kaszabi är en skalbaggsart som beskrevs av Fuchs 1974. Apiogaster kaszabi ingår i släktet Apiogaster och familjen långhorningar. Inga underarter finns listade i Catalogue of Life.